# Annemarie Huber-Hotz
Annemarie Huber-Hotz (Baar, 16 augustus 1948 - Zwarte Meer, 1 augustus 2019) was een Zwitserse politica. Van begin 2000 tot eind 2007 was zij bondskanselier van Zwitserland.

## Biografie
Huber-Hotz had haar basisopleiding in Baar en daarna aan het gymnasium van de stad Zug. Ze studeerde sociologie, etnologie en politicologie aan de universiteiten van Bern, het Zweedse Uppsala en in Genève. Aan de ETH in Zürich heeft ze Ruimtelijke ordening gestudeerd. Ze spreekt Duits, Frans, Engels en Zweeds.
Voor haar politieke loopbaan vervulde Huber-Hotz verscheidene ambtelijke functies. In 1999 werd ze door de Vrijzinnig Democratische Partij gekandideerd voor het Zwitserse bondskanselierschap. Op 15 december van dat jaar werd ze daadwerkelijk gekozen. Ze werd herkozen op 13 december 2003.
De inhoud van het werk van een Bondskanselier is vergelijkbaar met die van een minister. De Bondskanselarij heeft ongeveer 180 medewerkers en is de staf van de Bondsraad. De kanselier neemt deel aan de wekelijks regeringsvergaderingen, samen met de vicekanseliers. De kanselier heeft het recht voorstellen te doen.
Huber-Hotz stelde zich niet kandidaat voor de verkiezingen van de bondskanselier op 12 december 2007. Voor haar in de plaats werd Corina Casanova (CVP) gekozen.
Ze was van 2011 tot aan haar overlijden in 2019 voorzitster van het Zwitserse Rode Kruis.
Ze overleed na een hartaanval tijdens een excursie nabij het Zwarte Meer in Fribourg.